# Grimston, Leicestershire
Grimston är en ort och civil parish i Storbritannien.   Den ligger i grevskapet Leicestershire och riksdelen England, i den sydöstra delen av landet, 150 km norr om huvudstaden London. Grimston ligger 137 meter över havet och antalet invånare är 1 848.
Terrängen runt Grimston är huvudsakligen platt. Grimston ligger uppe på en höjd. Runt Grimston är det ganska tätbefolkat, med 104 invånare per kvadratkilometer. Närmaste större samhälle är Leicester, 19,4 km sydväst om Grimston. Trakten runt Grimston består till största delen av jordbruksmark.